# Pouillé-les-Côteaux
Pouillé-les-Côteaux település Franciaországban, Loire-Atlantique megyében. Lakosainak száma 1050 fő (2022. január 1.). Pouillé-les-Côteaux Pannecé, Mésanger, La Roche-Blanche és Vallons-de-l'Erdre községekkel határos.

## Népesség
A település népességének változása:
| Lakosok száma | 570  | 561  | 672  | 793  | 965  | 1000 | 1051 | 1071 | 1085 | 1050 |
|               | 1968 | 1982 | 1990 | 2006 | 2013 | 2015 | 2017 | 2019 | 2020 | 2022 |